# Epéda
Pour les articles homonymes, voir Epeda.
Épéda est une marque de matelas, utilisant à l'origine une technique allemande de ressorts retenue par un équipementier pour fabriquer des sièges automobiles. L'activité d'équipementier automobile et celle de fabrication de matelas pour le grand public ont été ensuite scindées et l'activité de fabrication de matelas est devenue partie intégrante du groupe Cofel (Compagnie financière européenne de literie).
Epéda est une marque française devenue emblématique dans le domaine de la literie. Fondée en 1929, la marque a su évoluer au fil des décennies pour proposer une literie de qualité, réputée confortable et élégante. Depuis 2001, Epéda appartient au groupe COFEL, à l’instar d’autres marques prestigieuses de literie comme Mérinos ou Bultex.

## Historique en quelques dates

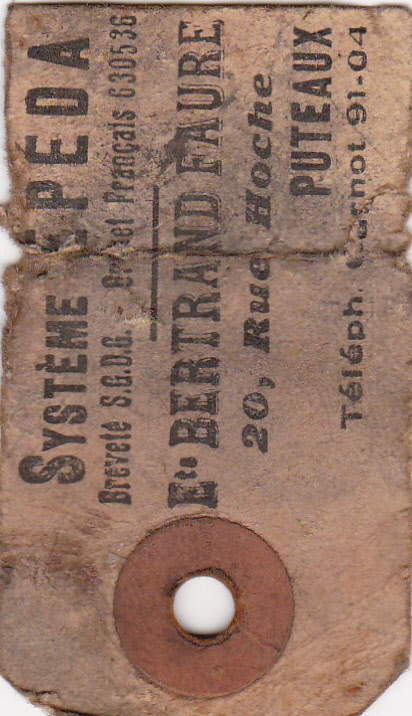
Etiquette sous le siège d'une Peugeot 201

Début 1914, Bertrand Faure, jeune diplômé d'une école de commerce, achète à Levallois-Perret un petit atelier. Cet atelier se spécialise dans la fabrication « à façon » de sièges automobiles (Voisin, Panhard, De Dion-Bouton…). Il y a 4 ouvriers. Le 30 mai 1914, naissance de Gérard Faure qui deviendra après la Seconde Guerre mondiale le plus proche collaborateur de son père et président directeur général des établissements Bertrand Faure jusqu'à sa mort en novembre 1978.
En 1929, les établissements Bertrand Faure rachètent le brevet Épéda, technique de fabrication de carcasses à ressorts mise au point par trois inventeurs allemands (Ehdenbeck, Pattes et Daverpoister), pour perfectionner celle de leurs sièges et développer un produit nouveau : le matelas à ressorts Épéda. Il est destiné, par sa robustesse, aux hôtels, pensions, sanatoriums et compagnies de navigation.
En 1954, la marque est lancée dans le grand public. L'agence de communication d'Épéda met au point dans les décennies qui suivent quelques slogans, pour des publicités à la télévision qui contribuent à développer la notoriété de cette marque, dont le fameux :  « On peut vivre sa nuit sans réveiller l'autre ». À partir de 1962, le groupe commence également, pour fabriquer ses matelas, à utiliser aussi des mousses de polyuréthane, technique qui se développe alors dans la literie, et concurrence de plus en plus l'utilisation de ressorts.
En 1978, après le décès de Gérard Faure, le groupe échappe à une tentative de prise de contrôle externe non souhaitée. Pierre Richier prend la direction de ce groupe jusqu'en 1992, date de son départ à la retraite. Les établissements Epeda Bertrand Faure sont organisées en entités différentes, pour devenir Épéda et Faurecia.
En 1982, Epéda-Bertrand Faure entre en bourse, et acquiert la société Delsey, spécialiste des bagages rigides,. Le groupe avait précédemment acquis, dans le domaine de la literie, le brevet " multispire " et la firme Mérinos. Une nouvelle tentative de prise de contrôle se déroule en 1988, opérée par une offre publique d'échanges (OPE) lancée par Valeo mais échoue. Noël Goutard, PDG de Valéo, estime toutefois que ce groupe Epéda-Bertrand Faure reste fragile car manquant de cohérence dans ses actionnaires et dans son offre.
En 1994, la société Merkur (Suisse/Café) reprend 60 % des actions du pôle literie Epeda Merinos au groupe EBF (Epeda Bertrand Faure) qui veut réduire son endettement (l'activité Delsey a été également mise en vente). Merkur est une filiale du groupe suisse Valora Holding AG, déjà propriétaire de la société de literie Wifor. Le groupe EBF se recentre sur son activité d'équipementier automobile.
En 1999, la Compagnie des Matelas Épéda et Mérinos est créée. En 1999 toujours, des sites de production sont fermés, à Mer et à la Charité-sur-Loire. Une partie du stock de l'usine de la Charité-sur-Loire est jetée en décharge.
En 2001, la marque et l'activité Épéda sont rachetées par Cofel (Pikolin), qui détient déjà en France la marque Bultex, au groupe Valora Slumberland.
En 2016, le groupe espagnol Pikolin cède la moitié de son capital de Cofel au groupe Steinhoff actionnaire, notamment de Conforama France.